# Bromus diandrus
Bromus diandrus är en gräsart som beskrevs av Albrecht Wilhelm Roth. Bromus diandrus ingår i släktet lostor, och familjen gräs. Inga underarter finns listade i Catalogue of Life.

## Bildgalleri

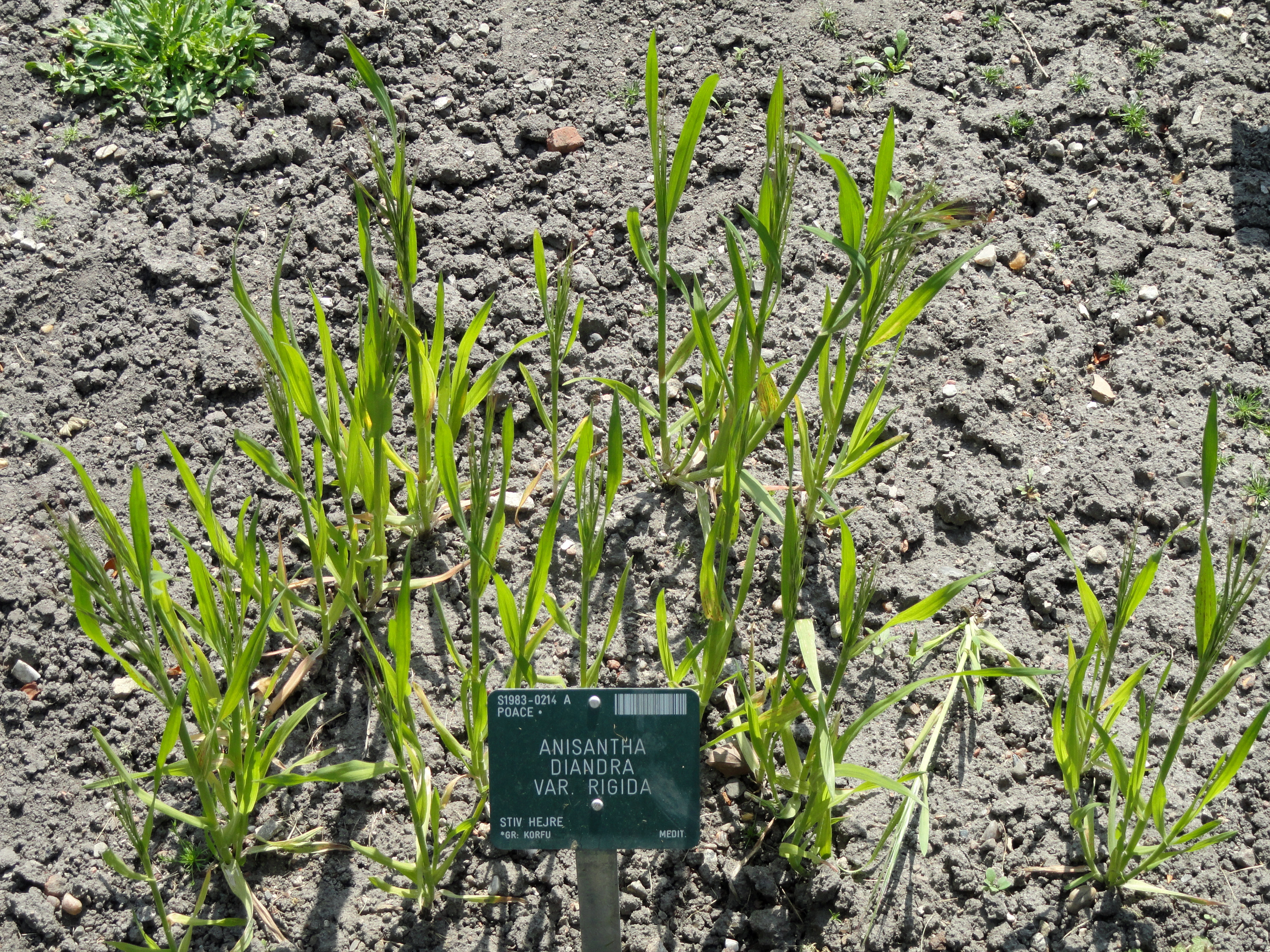
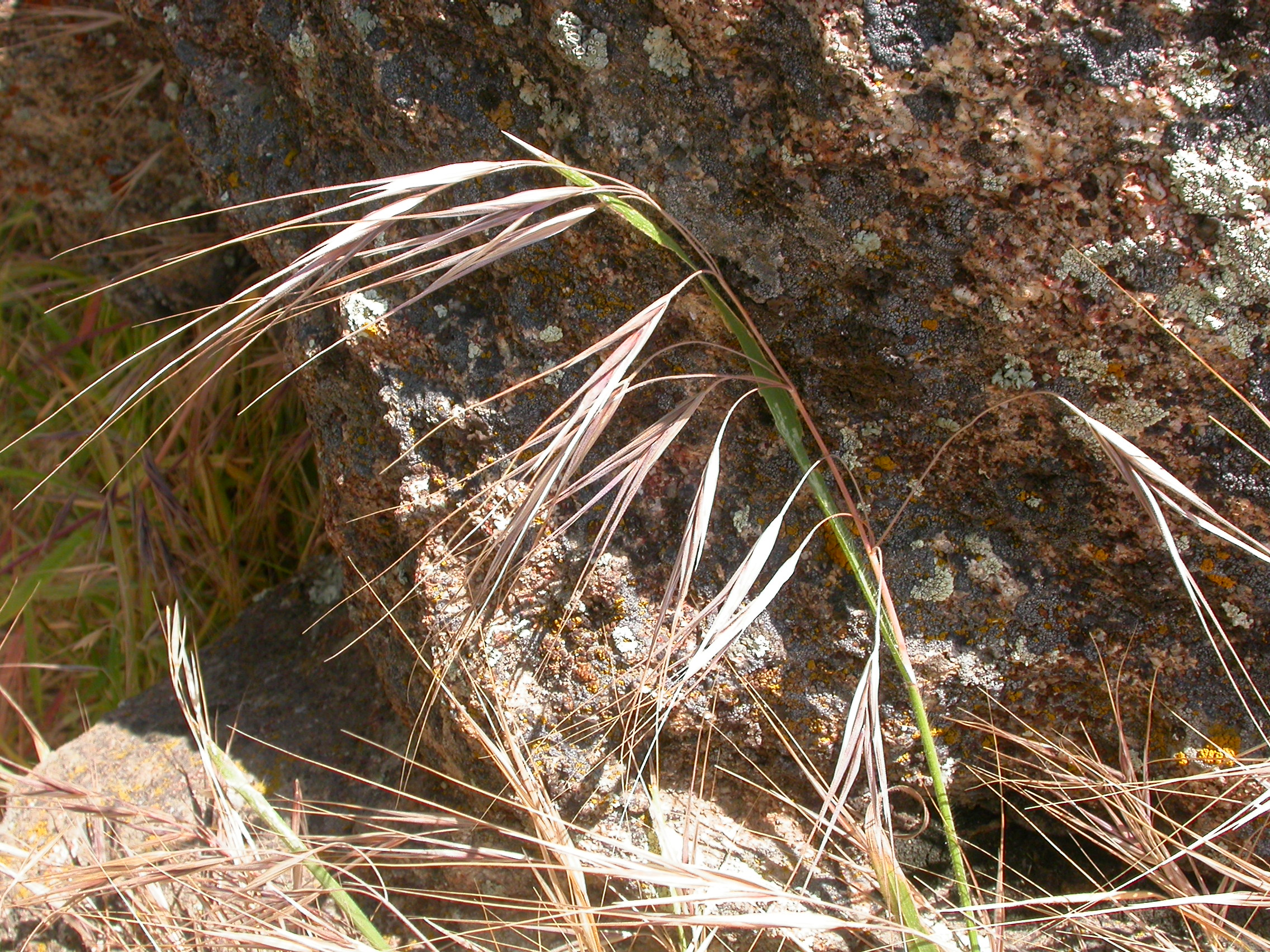
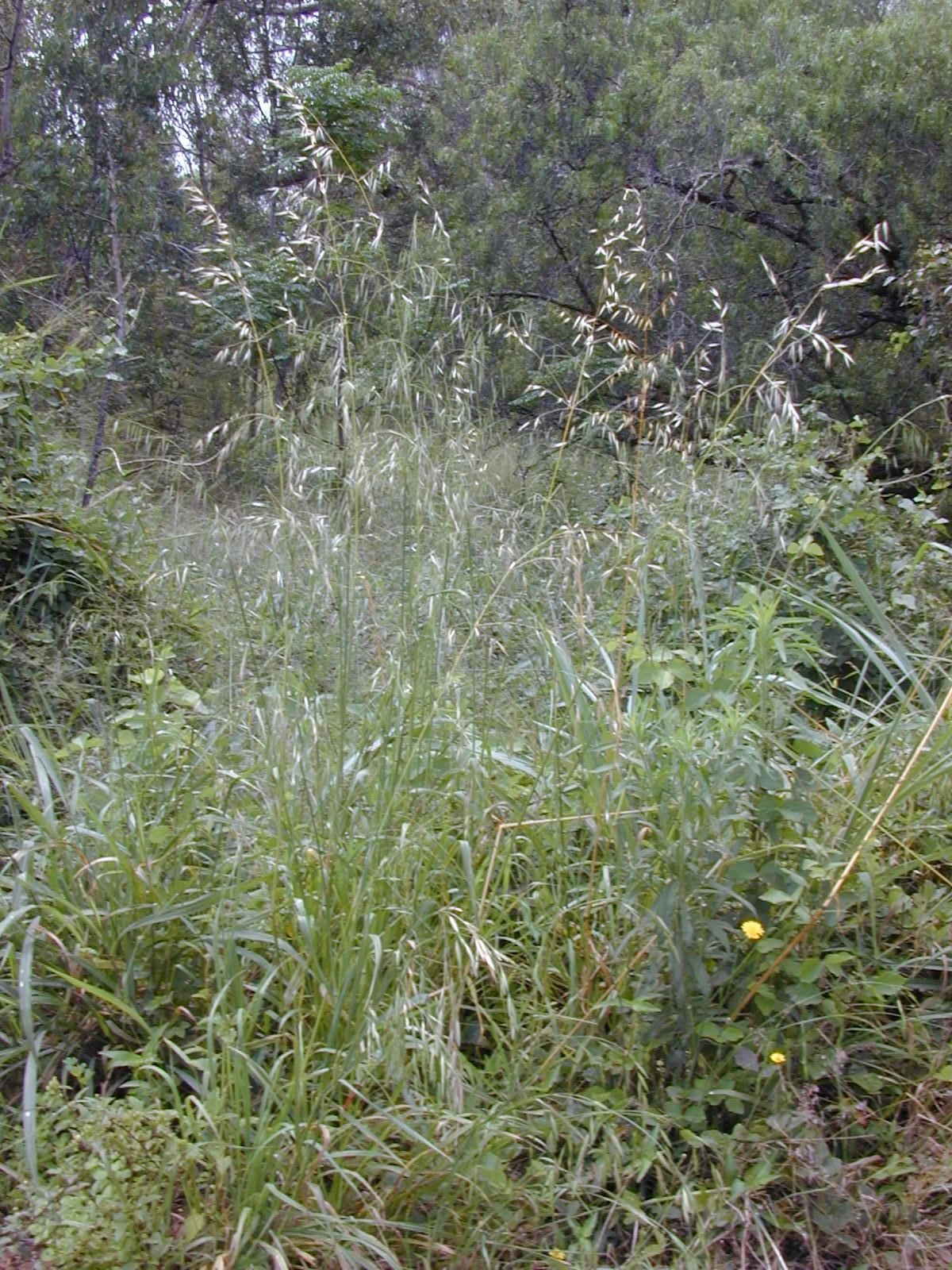
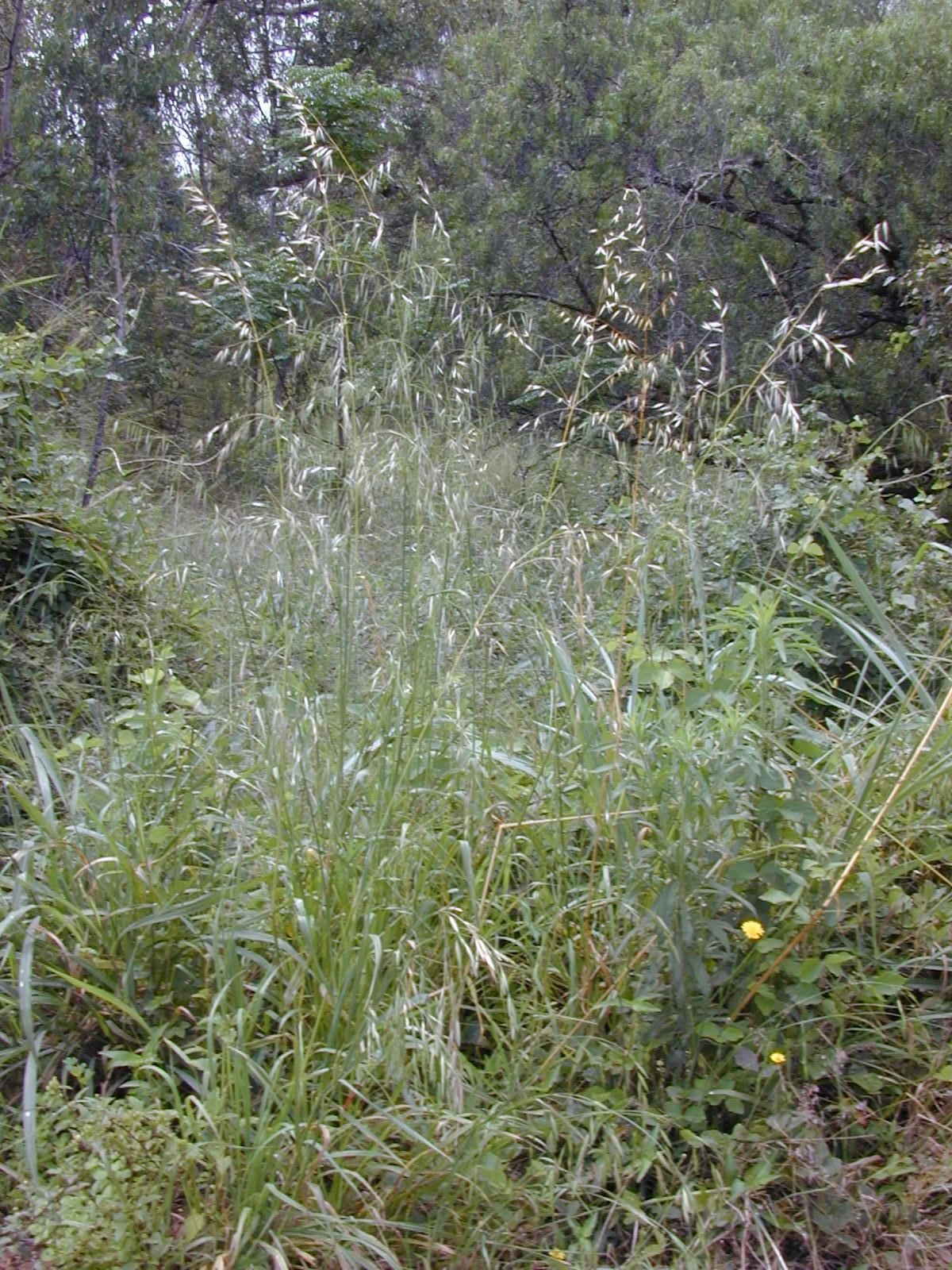
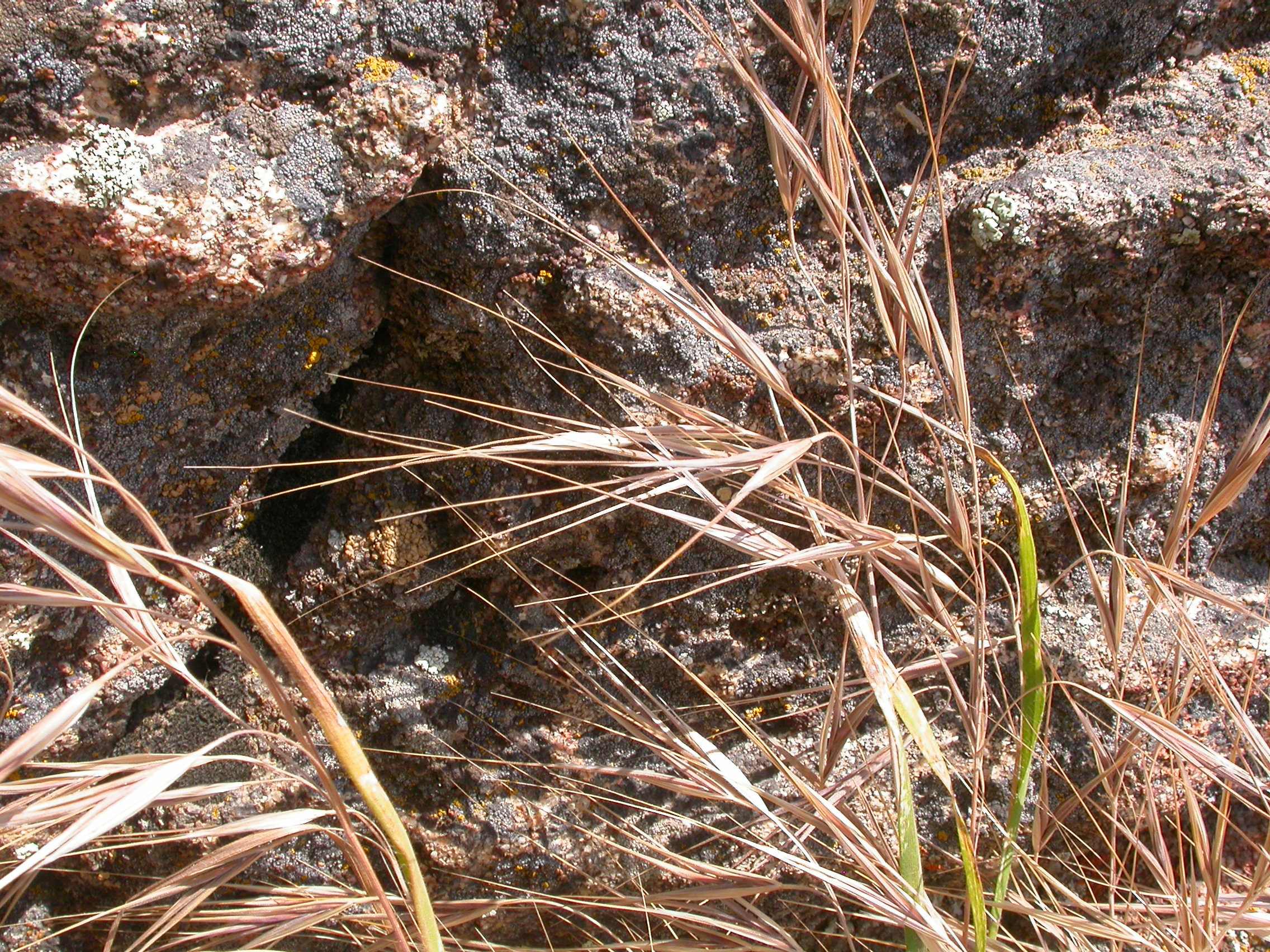